# Hospital Universitario Hernando Moncaleano Perdomo
El Hospital Universitario de Neiva Hernando Moncaleano Perdomo (H.U.N.) es un centro hospitalario público, situado en la ciudad de Neiva (Colombia), que presta servicios de salud hasta la alta complejidad. Ofrece el mejor servicio en salud del sur del país y es una entidad pública de categoría especial, descentralizada del Departamento del Huila.
Es además un importante centro de prácticas para los alumnos de la facultad de salud de la Universidad Surcolombiana, que se localiza en inmediaciones del Hospital, donde se ejercen los programas académicos de pregrado como Medicina y Enfermería; y de postgrados en Enfermería Nefrológica y Urología, Epidemiología, Enfermería Cuidado Crítico, Anestesiología y Reanimación, Cirugía General, Ginecología y Obstetricia, Medicina Interna, Pediatría, Gerencia en Servicios de Salud y Seguridad Social, Auditoría de la Calidad en Salud, Enfermería Nefrológica y Urológica y Psicología de la Salud.

## Reseña histórica
El origen de la Institución se relaciona con la existencia de la sociedad de caridad y beneficencia de Neiva Hospital San Miguel creado en 1856 por el párroco de esta ciudad presbítero Felix Ávila Valdés y posteriormente a cargo de las hermanas de la presentación en 1882.
Después de ochenta años y debido al siguiente constante crecimiento de la población, se origina la alternativa de crear un nuevo hospital con mayor cobertura, es por eso que en 1940 se adquiere un lote llamado los chircales en el llano de Avichenty de una dimensión de tres (3) hectáreas, cuatro mil novecientos noventa metros cuadrados (4990 m²), con linderos iniciales en el arroyo de la toma y la carrilera que actualmente ocupa la calle novena hasta la avenida la toma entre carreras catorce y quince.
Dieciocho años después se inició la construcción del edificio nuevo hospital que constará de siete plantas y con capacidad para 350 camas. En octubre de 1975 la planta física del nuevo hospital fue puesta al servicio de la comunidad con el servicio de consulta externa y el 14 de enero de 1976 se abrió el servicio de urgencias y de hospitalización con 120 camas. Actualmente cuenta con más de 390 camas, 41 especialidades de alta complejidad entre ellas la neuroendoscopia, un nuevo procedimiento quirúrgico que por primera vez se realiza en la región surcolombiana. También se construirá la Torre Materno Infantil la cual permitirá reducir los índices de mortalidad materna.

## Especialidades y Subespecialidades
- Cirugía General
- Ortopedia y Traumatología
- Cirugía de cabeza y cuello
- Cirugía de seno
- Cirugía Ginecooncología
- Vascular periférico
- Cirugía de tórax
- Banco de Sangre y Servicio Transfusional
- Oncología Pediátrica
- Nefrología
- Cirugía Pediátrica
- Ginecología y obstetricia
- Pediatría
- Otorrinolaringología
- Maxilofacial
- Oftalmología
- Cirugía plástica
- Medicina Interna
- Neurología
- Neurocirugía
- Dermatología
- Urología
- Anestesia
- Psiquiatría
- Nutrición y dietética
- Neumología: Adultos y Pediátrica
- Cardiología: Consulta pediátrica y adultos
- Gastroenterología
- Endocrinología
- Reumatología
- Oncología
- Genética
- Fisiatría
- Alto Riesgo Obstétrico
- Gastroenterología Oncológica
- Hematología
- Infecciones Recurrentes
- Infectología
- Inmunología
- Psicología
- Toxicología
- Neuroendoscopia